# Paul Schmidt (uitvinder)
Paul Schmidt (Hagen, 26 maart 1898 - München, 18 oktober 1976) was een Duits uitvinder.
Ingenieur Paul Schmidt ontwikkelde sinds 1928 het idee van een nieuwe soort van aandrijftechniek: de pulserende brander en daaruit volgend de pulserende straalmotor.
In de Tweede Wereldoorlog werd het principe door de Argusfabriek overgenomen en gebruikt in de motor van de nieuwe V1-raket. Een slepend conflict over de patentrechten werd uiteindelijk pas in april 1945 beslecht. Er werd besloten dat het apparaat voortaan officieel Argus-Schmidtmotor zou heten: Argus As-014.
Na de oorlog startte Schmidt een eigen ingenieursbureau in München.